# Abscherstift

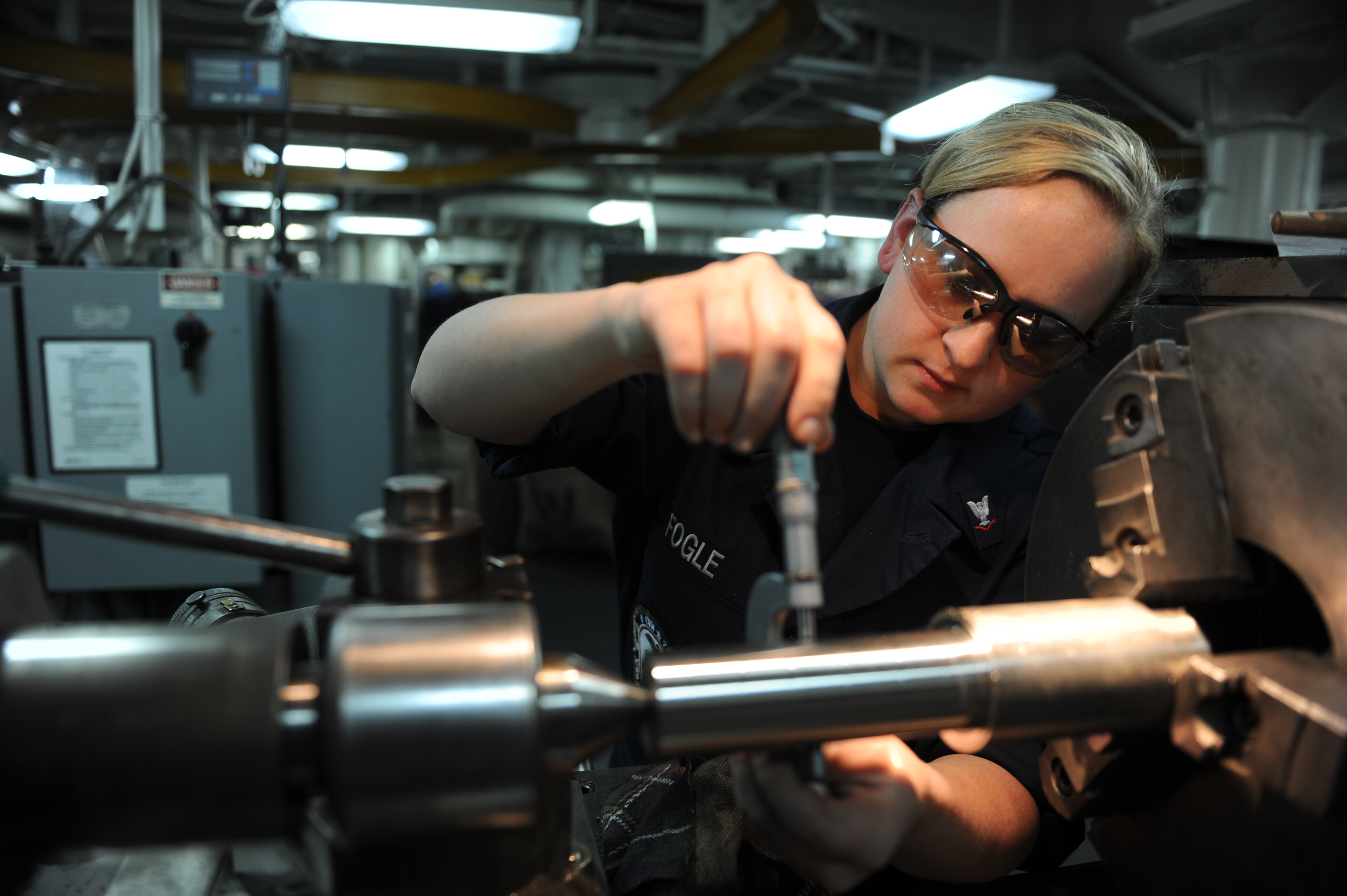
Herstellung und Prüfung der Dicke eines Scherstiftes

Ein Abscherstift oder kurz Scherstift verhindert an Maschinen, Wellen und Getrieben ein zu hohes Drehmoment, indem er bei einer zu hohen Scherspannungs-Belastung bricht. Der Scherstift verläuft dazu quer durch die Welle und eine entsprechende Hülse auf der Gegenseite.
Ein Scherstift ist eine mechanische Sicherung (Sollbruchstelle), die verhindert, dass bei Überlastung teure Bauteile beschädigt werden. Bricht der Stift, bleibt die Welle geführt, kann jedoch kein Drehmoment mehr übertragen.
Scherstifte werden zum Beispiel bei Werkzeugmaschinen zwischen Antrieb und Arbeitsspindel eingebaut, um das Getriebe vor Überlastung zu schützen.
Abscherstifte in Brückenkranen verhindern das Heben erheblich über der Nennlast wiegender Lasten und damit eine Überlastung des Kranes.
In Außenbordmotoren werden durch Abscherstifte Schäden an Motor und Getriebe vermieden, falls der drehende Propeller mit einem Hindernis in Kontakt kommt. Ganz ähnlich werden Schäden am Zug- und Antriebsfahrzeug bei Landwirtschaftlichen Maschinen und Schneefräsen durch Abscherstifte verhindert.
Bei Verkehrsflugzeugen werden die Hauptfahrwerke mit solchen Sollbruchstellen am Flügel befestigt. Diese Konstruktionsweise soll verhindern, dass bei einer harten Landung sogleich auch die Flügelstrukturen und die darin eingebauten Treibstofftanks beschädigt werden; die „Entfernung“ des Fahrwerks ist in diesem Sinne in Kauf zu nehmen.